# County Championship 2022
Die County Championship 2022 war die 122. Saison des nationalen First-Class-Cricket-Wettbewerbes in England und Wales und wurde vom 7. April bis zum 29. September 2022 ausgetragen. Sie wurde in zwei Divisionen ausgetragen, Division 1 und Division 2. Erstmals traten in der Division 1 zehn und in der Division 2 acht Teams an, wobei jedes Team nur 14 Spiele bestritt. Division 1 wurde durch Surrey, die somit ihre 22. County Meisterschaft erreichten. Absteiger aus der Division 1 waren Gloucestershire und  Yorkshire, die in der nachfolgenden Saison 2023 durch die bestplatzierten Mannschaften der Division 2, Middlesex und Nottinghamshire, ersetzt wurden.

## Format
Die 18 First Class Counties wurden nach den Resultaten der Saison 2019 in zwei Divisionen aufgeteilt. In jeder Division spielt jede Mannschaft gegen jede, jeweils ein Heim- und ein Auswärtsspiel, wobei in Division 1 die Rückspiele nur gegen fünf Gegner ausgetragen wurden. Für einen Sieg erhält ein Team zunächst 16 Punkte, für ein Unentschieden (beide Mannschaften erzielen die gleiche Anzahl an Runs) 8 Punkte. Kann kein Ergebnis erzielt werden, und endet das Spiel in einem Remis, bekommen beide Mannschaften 5 Punkte. Zusätzlich besteht die Möglichkeit, in den ersten 110 Over des ersten Innings Bonuspunkte zu sammeln. Dabei werden bis zu 5 Punkte für erzielte Runs und bis zu 3 Punkte für erzielte Wickets ausgegeben. Des Weiteren ist es möglich, dass Mannschaften Punkte abgezogen bekommen, wenn sie beispielsweise zu langsam spielen, oder der Platz nicht ordnungsgemäß vorbereitet war. Am Ende der Saison wird der Sieger der Division 1 County Champion. Der Letztplatzierte dieser Division steigt ab und die beiden Bestplatzierten der Division 2 auf.

## Resultate

### Division 1
Tabelle
Der Stand der Tabelle der Division 1 zum Ende der Saison.
| Team             | Sp. | S | N | R | Bat | Bwl | Ded | Punkte |
| ---------------- | --- | - | - | - | --- | --- | --- | ------ |
| Surrey           | 14  | 8 | 1 | 5 | 48  | 34  | 0   | 250    |
| Lancashire       | 14  | 7 | 1 | 6 | 32  | 39  | 6   | 225    |
| Hampshire        | 14  | 9 | 4 | 1 | 37  | 37  | 2   | 224    |
| Essex            | 14  | 7 | 3 | 4 | 24  | 34  | 0   | 202    |
| Kent             | 14  | 4 | 5 | 5 | 30  | 27  | 3   | 158    |
| Northamptonshire | 14  | 2 | 5 | 7 | 31  | 35  | 0   | 154    |
| Somerset         | 14  | 3 | 6 | 5 | 28  | 33  | 0   | 149    |
| Warwickshire     | 14  | 2 | 6 | 6 | 26  | 36  | 1   | 141    |
| Yorkshire        | 14  | 1 | 6 | 7 | 33  | 35  | 2   | 138    |
| Gloucestershire  | 14  | 2 | 8 | 4 | 26  | 29  | 5   | 114    |

Sieg: 16 Punkte; Remis: 8 Punkte

### Division 2
Tabelle
Der Stand der Tabelle der Division 2 zum Ende der Saison.
| Team            | Sp. | S | N | R | Bat | Bwl | Ded | Punkte |
| --------------- | --- | - | - | - | --- | --- | --- | ------ |
| Nottinghamshire | 14  | 8 | 2 | 4 | 45  | 40  | 4   | 241    |
| Middlesex       | 14  | 6 | 2 | 6 | 45  | 36  | 0   | 225    |
| Glamorgan       | 14  | 6 | 3 | 5 | 43  | 37  | 0   | 216    |
| Worcestershire  | 14  | 4 | 3 | 7 | 38  | 36  | 0   | 194    |
| Derbyshire      | 14  | 3 | 3 | 8 | 37  | 36  | 0   | 185    |
| Durham          | 14  | 3 | 3 | 8 | 41  | 32  | 11  | 174    |
| Sussex          | 14  | 1 | 6 | 7 | 35  | 29  | 6   | 130    |
| Leicestershire  | 14  | 0 | 9 | 5 | 26  | 28  | 1   | 93     |

Sieg: 16 Punkte; Remis: 8 Punkte

## Spiele

### Division 1

#### April
| 7. – 10. April Scorecard | Southampton | Somerset 180 (63.4) & 135 (50.2)                 | – | Hampshire 428 (119.4) |
|                          |             | Hampshire gewinnt mit einem Innings und 112 Runs |   |                       |

Somerset gewann den Münzwurf und entschied sich als Schlagmannschaft zu beginnen.
| 7. – 10. April Scorecard | Northampton | Gloucestershire 223 (70.4) & 363 (107.2) | – | Northamptonshire 288 (77.1) & 272-8 (81.5) |
|                          |             | Remis                                    |   |                                            |

Northamptonshire gewann den Münzwurf und entschied sich als Feldmannschaft zu beginnen.
| 7. – 10. April Scorecard | Birmingham | Surrey 428-8d (136) & 43-0 (13.1) | – | Warwickshire 531 (170.5) |
|                          |            | Remis                             |   |                          |

Surrey gewann den Münzwurf und entschied sich als Schlagmannschaft zu beginnen.
| 7. – 10. April Scorecard | Chelmsford | Essex 514 (158.5) & 68-1d (22) | – | Kent 581 (187.3) |
|                          |            | Remis                          |   |                  |

Kent gewann den Münzwurf und entschied sich als Feldmannschaft zu beginnen.
| 14. – 17. April Scorecard | Bristol | Gloucestershire 227 (78.1) & 359 (117.2) | – | Yorkshire 376 (120.3) & 213-4 (49.1) |
|                           |         | Yorkshire gewinnt mit 6 Wickets          |   |                                      |

Yorkshire gewann den Münzwurf und entschied sich als Feldmannschaft zu beginnen.
| 14. – 17. April Scorecard | Canterbury | Lancashire 506 (137) & 36-0 (7.1) | – | Kent 260 (97.3) & 279 (123.2) (f/o) |
|                           |            | Lancashire gewinnt mit 10 Wickets |   |                                     |

Lancashire gewann den Münzwurf und entschied sich als Schlagmannschaft zu beginnen.
| 14. – 17. April Scorecard | Taunton | Somerset 109 (45.4) & 154 (60.2) | – | Essex 180 (79) & 84-9 (32) |
|                           |         | Essex gewinnt mit 1 Wicket       |   |                            |

Essex gewann den Münzwurf und entschied sich als Feldmannschaft zu beginnen.
| 14. – 17. April Scorecard | London (Oval) | Surrey 467 (142.1)                           | – | Hampshire 223 (56.1) & 227 (62.5) (f/o) |
|                           |               | Surrey gewinnt mit einem Innings und 17 Runs |   |                                         |

Hampshire gewann den Münzwurf und entschied sich als Feldmannschaft zu beginnen.
| 21. – 24. April Scorecard | Canterbury | Kent 305 (106.2) & 296 (95)                     | – | Hampshire 652-6d (147) |
|                           |            | Hampshire gewinnt mit einem Innings und 51 Runs |   |                        |

Kent gewann den Münzwurf und entschied sich als Schlagmannschaft zu beginnen.
| 21. – 24. April Scorecard | Manchester | Gloucestershire 252 (88) & 247 (124.1)           | – | Lancashire 556-7 (166) |
|                           |            | Lancashire gewinnt mit einem Innings und 57 Runs |   |                        |

Gloucestershire gewann den Münzwurf und entschied sich als Schlagmannschaft zu beginnen.
| 21. – 24. April Scorecard | Northampton | Yorkshire 296 (78.3) & 406-3 (95) | – | Northamptonshire 204 (84.5) & 318-7 (119.4) |
|                           |             | Remis                             |   |                                             |

Yorkshire gewann den Münzwurf und entschied sich als Schlagmannschaft zu beginnen.
| 21. – 24. April Scorecard | London (Oval) | Somerset 337 (116.4) & 207 (66.2) | – | Surrey 308 (100) & 239-7 (67.5) |
|                           |               | Surrey gewinnt mit 3 Wickets      |   |                                 |

Somerset gewann den Münzwurf und entschied sich als Schlagmannschaft zu beginnen.
| 21. – 24. April Scorecard | Birmingham | Essex 168 (64.2) & 323 (107.5)      | – | Warwickshire 385 (121.2) & 110-0 (37.4) |
|                           |            | Warwickshire gewinnt mit 10 Wickets |   |                                         |

Essex gewann den Münzwurf und entschied sich als Schlagmannschaft zu beginnen.
| 28. April – 1. Mai Scorecard | Chelmsford | Northamptonshire 390 (141.4) | – | Essex 193 (79.5) & 328-9 (145) (f/o) |
|                              |            | Remis                        |   |                                      |

Essex gewann den Münzwurf und entschied sich als Feldmannschaft zu beginnen.
| 28. April – 1. Mai Scorecard | Bristol | Surrey 603 (165.4) | – | Gloucestershire 443-2 (120) |
|                              |         | Remis              |   |                             |

Gloucestershire gewann den Münzwurf und entschied sich als Feldmannschaft zu beginnen.
| 28. April – 1. Mai Scorecard | Southampton | Hampshire 246 (77) & 344 (123.5) | – | Lancashire 240 (71.4) & 9-0 (6) |
|                              |             | Remis                            |   |                                 |

Hampshire gewann den Münzwurf und entschied sich als Schlagmannschaft zu beginnen.
| 28. – 30. April Scorecard | Taunton | Somerset 458 (128.4)                           | – | Warwickshire 209 (65.1) & 167 (73.1) (f/o) |
|                           |         | Somerset gewinnt mit einem Innings und 82 Runs |   |                                            |

Warwickshire gewann den Münzwurf und entschied sich als Feldmannschaft zu beginnen.
| 28. April – 1. Mai Scorecard | Leeds | Kent 291 (86.4) & 393 (122.3) | – | Yorkshire 571 (138.4) |
|                              |       | Remis                         |   |                       |

Yorkshire gewann den Münzwurf und entschied sich als Feldmannschaft zu beginnen.

#### Mai
| 5. – 8. Mai Scorecard | Chelmsford | Essex 403 (156.3) & 167-0d | – | Yorkshire 465 (144.2) |
|                       |            | Remis                      |   |                       |

Yorkshire gewann den Münzwurf und entschied sich als Feldmannschaft zu beginnen.
| 5. – 8. Mai Scorecard | Southampton | Hampshire 342 (108.2) & 204 (59.2) | – | Gloucestershire 179 (68) & 280 (114.4) |
|                       |             | Hampshire gewinnt mit 87 Runs      |   |                                        |

Hampshire gewann den Münzwurf und entschied sich als Schlagmannschaft zu beginnen.
| 5. – 8. Mai Scorecard | Manchester | Warwickshire 315 (113) & 184-6d (80) | – | Lancashire 361 (128.3) |
|                       |            | Remis                                |   |                        |

Warwickshire gewann den Münzwurf und entschied sich als Schlagmannschaft zu beginnen.
| 5. – 8. Mai Scorecard | London (Oval) | Surrey 401 (126.3)                          | – | Northamptonshire 194 (74.5) & 194 (57.5) (f/o) |
|                       |               | Surrey gewinnt mit einem Innings und 5 Runs |   |                                                |

Northamptonshire gewann den Münzwurf und entschied sich als Feldmannschaft zu beginnen.
| 12. – 15. Mai Scorecard | Bristol | Somerset 591-7d (147)                           | – | Gloucestershire 186 (76.4) & 159 (56.1) (f/o) |
|                         |         | Somerset gewinnt mit einem Innings und 246 Runs |   |                                               |

Gloucestershire gewann den Münzwurf und entschied sich als Feldmannschaft zu beginnen.
| 12. – 15. Mai Scorecard | Beckenham | Surrey 671-9d (173) | – | Kent 230 (82.5) & 114-1 (41.2) (f/o) |
|                         |           | Remis               |   |                                      |

Surrey gewann den Münzwurf und entschied sich als Schlagmannschaft zu beginnen.
| 12. – 15. Mai Scorecard | Birmingham | Northamptonshire 597-6d (154.1) | – | Warwickshire 568-4 (187.4) |
|                         |            | Remis                           |   |                            |

Warwickshire gewann den Münzwurf und entschied sich als Feldmannschaft zu beginnen.
| 12. – 15. Mai Scorecard | Leeds | Lancashire 566-9d (167.1) | – | Yorkshire 379 (126.5) & 169-6 (78) (f/o) |
|                         |       | Remis                     |   |                                          |

Yorkshire gewann den Münzwurf und entschied sich als Feldmannschaft zu beginnen.
| 19. – 22. Mai Scorecard | Manchester | Essex 391 (120.5)                           | – | Lancashire 103 (40.5) & 232 (92.3) (f/o) |
|                         |            | Essex gewinnt mit einem Innings und 56 Runs |   |                                          |

Essex gewann den Münzwurf und entschied sich als Schlagmannschaft zu beginnen.
| 19. – 22. Mai Scorecard | Northampton | Kent 519-9d (146.1) & 170-1d (48) | – | Northamptonshire 430 (149.1) |
|                         |             | Remis                             |   |                              |

Northamptonshire gewann den Münzwurf und entschied sich als Feldmannschaft zu beginnen.
| 19. – 22. Mai Scorecard | Taunton | Somerset 211 (78.4) & 69 (25)    | – | Hampshire 280 (87.3) & 1 (0.4) |
|                         |         | Hampshire gewinnt mit 10 Wickets |   |                                |

Somerset gewann den Münzwurf und entschied sich als Schlagmannschaft zu beginnen.
| 19. – 22. Mai Scorecard | Leeds | Warwickshire 244 (81.4) & 252-3 (116) | – | Yorkshire 449 (144.3) |
|                         |       | Remis                                 |   |                       |

Warwickshire gewann den Münzwurf und entschied sich als Schlagmannschaft zu beginnen.

#### Juni
| 12. – 15. Juni Scorecard | Southampton | Yorkshire 428 (122.2) & 178 (78.5) | – | Hampshire 410 (118.1) & 198-8 (45.2) |
|                          |             | Hampshire gewinnt mit 2 Wickets    |   |                                      |

Yorkshire gewann den Münzwurf und entschied sich als Schlagmannschaft zu beginnen.
| 12. – 15. Juni Scorecard | Canterbury | Gloucestershire 438 (110.5) & 213 (67) | – | Kent 564 (163.2) & 91-2 (22.4) |
|                          |            | Kent gewinnt mit 8 Wickets             |   |                                |

Kent gewann den Münzwurf und entschied sich als Feldmannschaft zu beginnen.
| 12. – 15. Juni Scorecard | Taunton | Somerset 180 (67.3) & 394 (117.3) | – | Surrey 382 (123) & 195-7 (50) |
|                          |         | Surrey gewinnt mit 3 Wickets      |   |                               |

Somerset gewann den Münzwurf und entschied sich als Schlagmannschaft zu beginnen.
| 12. – 15. Juni Scorecard | Birmingham | Warwickshire 292 (94.2) & 327-9d (86) | – | Lancashire 286 (97.1) & 329-5 (95.3) |
|                          |            | Lancashire gewinnt mit 4 Wickets      |   |                                      |

Warwickshire gewann den Münzwurf und entschied sich als Schlagmannschaft zu beginnen.
| 26. – 29. Juni Scorecard | Chelmsford | Essex 238 (71.5) & 223 (63.5) | – | Hampshire 163 (35.2) & 286 (65.3) |
|                          |            | Essex gewinnt mit 12 Runs     |   |                                   |

Essex gewann den Münzwurf und entschied sich als Schlagmannschaft zu beginnen.
| 26. – 29. Juni Scorecard | Bristol | Gloucestershire 337 (110.1) & 176-3 (61.1) | – | Lancashire 402 (132.2) |
|                          |         | Remis                                      |   |                        |

Gloucestershire gewann den Münzwurf und entschied sich als Schlagmannschaft zu beginnen.
| 26. – 29. Juni Scorecard | Northampton | Northamptonshire 451 (103) & 273-4 (71.2) | – | Warwickshire 405 (145.4) |
|                          |             | Remis                                     |   |                          |

Northamptonshire gewann den Münzwurf und entschied sich als Schlagmannschaft zu beginnen.
| 26. – 29. Juni Scorecard | London (Oval) | Surrey 673-7d (129.2) & 361-4 (117) | – | Kent 331 (103) |
|                          |               | Remis                               |   |                |

Kent gewann den Münzwurf und entschied sich als Feldmannschaft zu beginnen.

#### Juli
| 11. – 14. Juli Scorecard | Chelmsford | Gloucestershire 136 (39) & 252 (58) | – | Essex 310 (111.4) & 79-1 (17) |
|                          |            | Essex gewinnt mit 9 Wickets         |   |                               |

Gloucestershire gewann den Münzwurf und entschied sich als Schlagmannschaft zu beginnen.
| 11. – 14. Juli Scorecard | Southampton | Warwickshire 217 (70.5) & 243 (111.5) | – | Hampshire 370-9d (111) & 91-2 (16.5) |
|                          |             | Hampshire gewinnt mit 8 Wickets       |   |                                      |

Warwickshire gewann den Münzwurf und entschied sich als Schlagmannschaft zu beginnen.
| 11. – 14. Juli Scorecard | Canterbury | Northamptonshire 303 (335) & 396-8d (100) | – | Kent 335 (109.5) & 161 (74.5) |
|                          |            | Northamptonshire gewinnt mit 203 Runs     |   |                               |

Northamptonshire gewann den Münzwurf und entschied sich als Schlagmannschaft zu beginnen.
| 11. – 14. Juli Scorecard | Southport | Somerset 446 (135.1) & 213-7 (94) | – | Lancashire 624-5 (149.2) |
|                          |           | Remis                             |   |                          |

Somerset gewann den Münzwurf und entschied sich als Schlagmannschaft zu beginnen.
| 11. – 14. Juli Scorecard | Scarborough | Yorkshire 521 (134.2) & 220 (64.5) | – | Surrey 515 (129) & 228-6 (43.3) |
|                          |             | Surrey gewinnt mit 4 Wickets       |   |                                 |

Yorkshire gewann den Münzwurf und entschied sich als Schlagmannschaft zu beginnen.
| 19. – 22. Juli Scorecard | Cheltenham | Hampshire 457 (126.2) & 82-4 (9.3) | – | Gloucestershire 201 (64.2) & 337 (98.2) (f/o) |
|                          |            | Hampshire gewinnt mit 6 Wickets    |   |                                               |

Hamptonshire gewann den Münzwurf und entschied sich als Schlagmannschaft zu beginnen.
| 19. – 22. Juli Scorecard | Northampton | Northamptonshire 235 (76.3) & 174 (60.1) | – | Lancashire 132 (57.2) & 278-6 (86.2) |
|                          |             | Lancashire gewinnt mit 4 Wickets         |   |                                      |

Northamptonshire gewann den Münzwurf und entschied sich als Schlagmannschaft zu beginnen.
| 19. – 22. Juli Scorecard | Taunton | Somerset 424 (121.4) & 276 (51) | – | Yorkshire 225 (95.2) |
|                          |         | Remis                           |   |                      |

Somerset gewann den Münzwurf und entschied sich als Schlagmannschaft zu beginnen.
| 19. – 22. Juli Scorecard | London (Oval) | Essex 271 (84) & 208 (63.5)  | – | Surrey 319 (97.5) & 162-4 (57.4) |
|                          |               | Surrey gewinnt mit 6 Wickets |   |                                  |

Essex gewann den Münzwurf und entschied sich als Schlagmannschaft zu beginnen.
| 19. – 22. Juli Scorecard | Birmingham | Kent 165 (40.1) & 384-9d (110) | – | Warwickshire 225 (85.1) & 147 (39.5) |
|                          |            | Kent gewinnt mit 177 Runs      |   |                                      |

Warwickshire gewann den Münzwurf und entschied sich als Feldmannschaft zu beginnen.
| 25. – 28. Juli Scorecard | Chelmsford | Essex 505-9d (163) & 30-1 (17) | – | Somerset 605-6 (176.5) |
|                          |            | Remis                          |   |                        |

Essex gewann den Münzwurf und entschied sich als Schlagmannschaft zu beginnen.
| 25. – 28. Juli Scorecard | Cheltenham | Gloucestershire 317 (81.2) & 363-9d (101) | – | Northamptonshire 479 (144.1) & 205-8 (33.4) |
|                          |            | Northamptonshire gewinnt mit 2 Wickets    |   |                                             |

Gloucestershire gewann den Münzwurf und entschied sich als Schlagmannschaft zu beginnen.
| 25. – 28. Juli Scorecard | Manchester | Lancashire 145 (45.2) & 436-9d (118) | – | Kent 270 (87) & 127 (52.2) |
|                          |            | Lancashire gewinnt mit 184 Runs      |   |                            |

Kent gewann den Münzwurf und entschied sich als Feldmannschaft zu beginnen.
| 25. – 28. Juli Scorecard | London (Oval) | Warwickshire 253 (104.4) & 310 (102.5) | – | Surrey 316 (80.1) & 252-4 (60.4) |
|                          |               | Surrey gewinnt mit 6 Wickets           |   |                                  |

Surrey gewann den Münzwurf und entschied sich als Feldmannschaft zu beginnen.
| 25. – 28. Juli Scorecard | Scarborough | Yorkshire 159 (56.1) & 272 (111.1) | – | Hampshire 218 (51.2) & 214-3 (59.3) |
|                          |             | Hampshire gewinnt mit 7 Wickets    |   |                                     |

Yorkshire gewann den Münzwurf und entschied sich als Schlagmannschaft zu beginnen.

#### September
| 5. – 8. September Scorecard | Southampton | Hampshire 400-9d (90)                          | – | Northamptonshire 175 (64) & 221 (70.3) (f/o) |
|                             |             | Hampshire gewinnt mit einem Innings und 4 Runs |   |                                              |

Northamptonshire gewann den Münzwurf und entschied sich als Feldmannschaft zu beginnen.
| 5. – 8. September Scorecard | Canterbury | Essex 573 (160.2)                            | – | Kent 164 (50.2) & 149 (62.4) (f/o) |
|                             |            | Essex gewinnt mit einem Innings und 260 Runs |   |                                    |

Kent gewann den Münzwurf und entschied sich als Feldmannschaft zu beginnen.
| 5. – 8. September Scorecard | Manchester | Lancashire 276 (100.2) & 280-5d (43) | – | Yorkshire 255 (105.3) & 102-3 (63.2) |
|                             |            | Remis                                |   |                                      |

Lancashire gewann den Münzwurf und entschied sich als Schlagmannschaft zu beginnen.
| 5. – 8. September Scorecard | Taunton | Gloucestershire 343 (102.1) & 279-7d (96) | – | Somerset 248 (81.3) & 11-0 (3.5) |
|                             |         | Remis                                     |   |                                  |

Somerset gewann den Münzwurf und entschied sich als Feldmannschaft zu beginnen.
| 12. – 15. September Scorecard | Northampton | Northamptonshire 339 (89.1) & 426 (121.3) | – | Surrey 421 (104.3) & 48-1 (20.3) |
|                               |             | Remis                                     |   |                                  |

Surrey gewann den Münzwurf und entschied sich als Feldmannschaft zu beginnen.
| 12. – 15. September Scorecard | Birmingham | Somerset 219 (65.4) & 340-7d (121) | – | Warwickshire 196 (81.2) & 256-6 (74) |
|                               |            |                                    |   |                                      |

Somerset gewann den Münzwurf und entschied sich als Schlagmannschaft zu beginnen.
| 12. – 15. September Scorecard | Leeds | Yorkshire 134 (52.2) & 252 (77.4) | – | Essex 225 (73.2) & 162-9 (48.1) |
|                               |       |                                   |   |                                 |

Essex gewann den Münzwurf und entschied sich als Feldmannschaft zu beginnen.
| 20. – 23. September Scorecard | Chelmsford | Lancashire 131 (39.5) & 73 (23.4) | – | Essex 107 (39.1) & 59 (22.2) |
|                               |            | Lancashire gewinnt mit 38 Runs    |   |                              |

Lancashire gewann den Münzwurf und entschied sich als Schlagmannschaft zu beginnen.
| 20. – 23. September Scorecard | Southampton | Kent 165 (65.4) & 269 (71.5) | – | Hampshire 57 (16.5) & 300 (85) |
|                               |             | Kent gewinnt mit 77 Runs     |   |                                |

Hampshire gewann den Münzwurf und entschied sich als Feldmannschaft zu beginnen.
| 20. – 23. September Scorecard | London (Oval) | Surrey 333 (80.5) & 55-0 (6)  | – | Yorkshire 179 (58.4) & 208 (65.3) (f/o) |
|                               |               | Surrey gewinnt mit 10 Wickets |   |                                         |

Yorkshire gewann den Münzwurf und entschied sich als Feldmannschaft zu beginnen.
| 20. – 23. September Scorecard | Bristol | Warwickshire 274 (104.2) & 128 (38.5) | – | Gloucestershire 255 (74.3) & 149-7 (48.2) |
|                               |         | Gloucestershire gewinnt mit 3 Wickets |   |                                           |

Warwickshire gewann den Münzwurf und entschied sich als Schlagmannschaft zu beginnen.
| 20. – 23. September Scorecard | Taunton | Somerset 389 (137.3) & 337-4d (75) | – | Northamptonshire 265 (77.2) & 109 (30.4) |
|                               |         | Somerset gewinnt mit 352 Runs      |   |                                          |

Somerset gewann den Münzwurf und entschied sich als Schlagmannschaft zu beginnen.
| 26. – 29. September Scorecard | Canterbury | Somerset 202 (63.5) & 139 (40.4)            | – | Kent 492 (106.5) |
|                               |            | Kent gewinnt mit einem Innings und 151 Runs |   |                  |

Somerset gewann den Münzwurf und entschied sich als Schlagmannschaft zu beginnen.
| 26. – 29. September Scorecard | Leeds | Gloucestershire 190 (57.2) & 233 (76.2) | – | Yorkshire 183 (57.4) & 222 (69.2) |
|                               |       | Gloucestershire gewinnt mit 18 Runs     |   |                                   |

Gloucestershire gewann den Münzwurf und entschied sich als Schlagmannschaft zu beginnen.
| 26. – 29. September Scorecard | Birmingham | Warwickshire 272 (70) & 177 (39.2) | – | Hampshire 311 (81.5) & 133 (43.5) |
|                               |            | Warwickshire gewinnt mit 5 Runs    |   |                                   |

Hampshire gewann den Münzwurf und entschied sich als Feldmannschaft zu beginnen.
| 26. – 29. September Scorecard | Manchester | Lancashire 512 (124.1)                            | – | Surrey 209 (79.2) & 173 (73.1) (f/o) |
|                               |            | Lancashire gewinnt mit einem Innings und 130 Runs |   |                                      |

Lancashire gewann den Münzwurf und entschied sich als Schlagmannschaft zu beginnen.
| 26. – 29. September Scorecard | Northampton | Essex 263 (82) & 110 (48.5) | – | Northamptonshire 163 (68.1) & 163 (45.3) |
|                               |             | Essex gewinnt mit 47 Runs   |   |                                          |

Northamptonshire gewann den Münzwurf und entschied sich als Feldmannschaft zu beginnen.

### Division 2

#### April
| 7. – 10. April Scorecard | Cardiff | Glamorgan 234 (72.5) & 220-5 (68) | – | Durham 383 (115) |
|                          |         | Remis                             |   |                  |

Durham gewann den Münzwurf und entschied sich als Feldmannschaft zu beginnen.
| 7. – 10. April Scorecard | Leicester | Worcestershire 348 (93.3) & 234-5d (42.5) | – | Leicestershire 213 (70) & 218-9 (96) |
|                          |           | Remis                                     |   |                                      |

Worcestershire gewann den Münzwurf und entschied sich als Schlagmannschaft zu beginnen.
| 7. – 10. April Scorecard | London (Lord’s) | Middlesex 401 (125) & 258-5d (50) | – | Derbyshire 304 (116.4) & 255-5 (83) |
|                          |                 | Remis                             |   |                                     |

Derbyshire gewann den Münzwurf und entschied sich als Feldmannschaft zu beginnen.
| 7. – 10. April Scorecard | Hove | Sussex 375 (127.1) & 172 (78)          | – | Nottinghamshire 534-9d (143) & 14-0 (2.1) |
|                          |      | Nottinghamshire gewinnt mit 10 Wickets |   |                                           |

Nottinghamshire gewann den Münzwurf und entschied sich als Feldmannschaft zu beginnen.
| 14. – 17. April Scorecard | Derby | Derbyshire 505-8d (133) | – | Sussex 174 (56.3) & 513-3 (176.1) (f/o) |
|                           |       | Remis                   |   |                                         |

Derbyshire gewann den Münzwurf und entschied sich als Schlagmannschaft zu beginnen.
| 14. – 17. April Scorecard | Chester-le-Street | Durham 428 (125) & 239-2d (50) | – | Leicestershire 273 (110.5) & 183-2 (60) |
|                           |                   | Remis                          |   |                                         |

Leicestershire gewann den Münzwurf und entschied sich als Feldmannschaft zu beginnen.
| 14. – 17. April Scorecard | Nottingham | Nottinghamshire 302 (88.1) & 242 (96.5) | – | Glamorgan 379 (107.5) & 166-3 (45) |
|                           |            | Glamorgan gewinnt mit 7 Wickets         |   |                                    |

Glamorgan gewann den Münzwurf und entschied sich als Feldmannschaft zu beginnen.
| 21. – 24. April Scorecard | Chester-le-Street | Durham 230 (78.4) & 117 (33.5)                         | – | Nottinghamshire 488-9d (153) |
|                           |                   | Nottinghamshire gewinnt mit einem Innings und 141 Runs |   |                              |

Nottinghamshire gewann den Münzwurf und entschied sich als Feldmannschaft zu beginnen.
| 21. – 24. April Scorecard | Cardiff | Glamorgan 122 (41.1) & 132 (46.5)               | – | Middlesex 336 (104.2) |
|                           |         | Middlesex gewinnt mit einem Innings und 82 Runs |   |                       |

Middlesex gewann den Münzwurf und entschied sich als Feldmannschaft zu beginnen.
| 21. – 24. April Scorecard | Leicester | Leicestershire 213 (77.2) & 250 (117.1)          | – | Derbyshire 531 (141.5) |
|                           |           | Derbyshire gewinnt mit einem Innings und 68 Runs |   |                        |

Leicestershire gewann den Münzwurf und entschied sich als Schlagmannschaft zu beginnen.
| 21. – 24. April Scorecard | Worcester | Worcestershire 491 (136.5)                           | – | Sussex 269 (81.5) & 188 (63) (f/o) |
|                           |           | Worcestershire gewinnt mit einem Innings und 34 Runs |   |                                    |

Worcestershire gewann den Münzwurf und entschied sich als Schlagmannschaft zu beginnen.
| 28. April – 1. Mai Scorecard | Derby | Derbyshire 368 (126.2) & 349-3d (89.1) | – | Glamorgan 387 (101.4) & 310-8 (54.5) |
|                              |       | Remis                                  |   |                                      |

Derbyshire gewann den Münzwurf und entschied sich als Schlagmannschaft zu beginnen.
| 28. April – 1. Mai Scorecard | London (Lord’s) | Leicestershire 149 (56.5) & 272 (76.5) | – | Middlesex 370 (110.2) & 52-0 (10.3) |
|                              |                 | Middlesex gewinnt mit 10 Wickets       |   |                                     |

Middlesex gewann den Münzwurf und entschied sich als Feldmannschaft zu beginnen.
| 28. April – 1. Mai Scorecard | Nottingham | Worcestershire 159 (41) & 339 (121.2) | – | Nottinghamshire 266 (59.5) & 233-5 (56) |
|                              |            | Nottinghamshire gewinnt mit 5 Wickets |   |                                         |

Nottinghamshire gewann den Münzwurf und entschied sich als Feldmannschaft zu beginnen.
| 28. April – 1. Mai Scorecard | Hove | Durham 223 (73.5) & 364-3d (113) | – | Sussex 538 (153.5) |
|                              |      | Remis                            |   |                    |

Durham gewann den Münzwurf und entschied sich als Schlagmannschaft zu beginnen.

#### Mai
| 5. – 8. Mai Scorecard | Cardiff | Leicestershire 320 (107.5) & 266 (86.2) | – | Glamorgan 437 (118.4) & 153-4 (40.4) |
|                       |         | Glamorgan gewinnt mit 6 Wickets         |   |                                      |

Glamorgan gewann den Münzwurf und entschied sich als Feldmannschaft zu beginnen.
| 5. – 8. Mai Scorecard | Hove | Sussex 392 (106.4) & 335-4d (68) | – | Middlesex 358 (102.2) & 370-3 (73.5) |
|                       |      | Middlesex gewinnt mit 7 Wickets  |   |                                      |

Sussex gewann den Münzwurf und entschied sich als Schlagmannschaft zu beginnen.
| 5. – 8. Mai Scorecard | Worcester | Durham 580 (128) & 170-1 (21.3) | – | Worcestershire 309 (99.5) & 262-3 (100) |
|                       |           | Remis                           |   |                                         |

Durham gewann den Münzwurf und entschied sich als Schlagmannschaft zu beginnen.
| 12. – 15. Mai Scorecard | Derby | Worcestershire 368 (114.1) & 252-2d (101) | – | 565-8d (153) |
|                         |       | Remis                                     |   |              |

Derbyshire gewann den Münzwurf und entschied sich als Feldmannschaft zu beginnen.
| 12. – 15. Mai Scorecard | Chester-le-Street | Durham 311 (84.3) & 244 (86.2) | – | Glamorgan 365 (89) & 137 (53.5) |
|                         |                   | Durham gewinnt mit 58 Runs     |   |                                 |

Glamorgan gewann den Münzwurf und entschied sich als Schlagmannschaft zu beginnen.
| 12. – 15. Mai Scorecard | Leicester | Leicestershire 210 (83.4) & 333-9 (136) | – | Sussex 450 (126.3) |
|                         |           | Remis                                   |   |                    |

Leicestershire gewann den Münzwurf und entschied sich als Schlagmannschaft zu beginnen.
| 12. – 15. Mai Scorecard | London (Lord’s) | Nottinghamshire 415 (120.2) & 295-5d (60) | – | Middlesex 195 (64.5) & 133-3 (58.2) |
|                         |                 | Remis                                     |   |                                     |

Middlesex gewann den Münzwurf und entschied sich als Feldmannschaft zu beginnen.
| 19. – 22. Mai Scorecard | London (Lord’s) | Durham 350 (122) & 188 (63)     | – | Middlesex 422 (113.2) & 119-4 (26.3) |
|                         |                 | Middlesex gewinnt mit 6 Wickets |   |                                      |

Middlesex gewann den Münzwurf und entschied sich als Feldmannschaft zu beginnen.
| 19. – 22. Mai Scorecard | Nottingham | Derbyshire 260 (90.3) & 262 (93)       | – | Nottinghamshire 358 (89.2) & 167 (36.3) |
|                         |            | Nottinghamshire gewinnt mit 10 Wickets |   |                                         |

Nottinghamshire gewann den Münzwurf und entschied sich als Feldmannschaft zu beginnen.
| 19. – 22. Mai Scorecard | Worcester | Leicestershire 148 (52.2) & 170 (58)                  | – | Worcestershire 577-6d (138) |
|                         |           | Worcestershire gewinnt mit einem Innings und 259 Runs |   |                             |

#### Juni
| 12. – 15. Juni Scorecard | Chesterfield | Middlesex 251 (85.5) & 196 (72.5) | – | Derbyshire 229 (66.5) & 222-4 (54.4) |
|                          |              | Derbyshire gewinnt mit 6 Wickets  |   |                                      |

Middlesex gewann den Münzwurf und entschied sich als Schlagmannschaft zu beginnen.
| 12. – 15. Juni Scorecard | Chester-le-Street | Durham 642-7d (155) & 102-0d (30) | – | Worcestershire 550 (178.5) |
|                          |                   | Remis                             |   |                            |

Durham gewann den Münzwurf und entschied sich als Schlagmannschaft zu beginnen.
| 12. – 15. Juni Scorecard | Cardiff | Sussex 376 (119.4) & 258 (86.5) | – | Glamorgan 494 (131.3) & 141-5 (39.1) |
|                          |         | Glamorgan gewinnt mit 5 Wickets |   |                                      |

Glamorgan gewann den Münzwurf und entschied sich als Feldmannschaft zu beginnen.
| 12. – 15. Juni Scorecard | Leicester | Leicestershire 440 (116.3) & 99 (45)                 | – | Nottinghamshire 548 (108.3) |
|                          |           | Nottinghamshire gewinnt mit einem Innings und 9 Runs |   |                             |

Nottinghamshire gewann den Münzwurf und entschied sich als Feldmannschaft zu beginnen.
| 26. – 29. Juni Scorecard | Nottingham | Nottinghamshire | – | Middlesex |
|                          |            |                 |   |           |

| 26. – 29. Juni Scorecard | Hove | Sussex | – | Derbyshire |
|                          |      |        |   |            |

| 26. – 29. Juni Scorecard | Worcester | Worcestershire | – | Glamorgan |
|                          |           |                |   |           |

#### Juli
| 11. – 14. Juli Scorecard | Chester-le-Street | Derbyshire | – | Durham |
|                          |                   |            |   |        |

| 11. – 14. Juli Scorecard | Cardiff | Glamorgan | – | Nottinghamshire |
|                          |         |           |   |                 |

| 11. – 14. Juli Scorecard | Northwood | Middlesex | – | Worcestershire |
|                          |           |           |   |                |

| 11. – 14. Juli Scorecard | Hove | Sussex | – | Leicestershire |
|                          |      |        |   |                |

| 19. – 22. Juli Scorecard | Derby | Sussex | – | Leicestershire |
|                          |       |        |   |                |

| 19. – 22. Juli Scorecard | London (Lord’s) | Sussex | – | Middlesex |
|                          |                 |        |   |           |

| 20. – 23. Juli Scorecard | Leicester | Leicestershire | – | Glamorgan |
|                          |           |                |   |           |

| 25. – 28. Juli Scorecard | Chester-le-Street | Durham | – | Middlesex |
|                          |                   |        |   |           |

| 25. – 28. Juli Scorecard | Worcester | Derbyshire | – | Worcestershire |
|                          |           |            |   |                |

| 26. – 29. Juli Scorecard | Nottingham | Nottinghamshire | – | Sussex |
|                          |            |                 |   |        |

#### September
| 5. – 8. Juli Scorecard | Derby | Derbyshire | – | Durham |
|                        |       |            |   |        |

| 5. – 8. Juli Scorecard | Cardiff | Worcestershire | – | Glamorgan |
|                        |         |                |   |           |

| 5. – 8. Juli Scorecard | Nottingham | Nottinghamshire | – | Leicestershire |
|                        |            |                 |   |                |

| 12. – 15. September Scorecard | Leicester | Leicestershire | – | Durham |
|                               |           |                |   |        |

| 12. – 15. September Scorecard | London (Lord’s) | Glamorgan | – | Middlesex |
|                               |                 |           |   |           |

| 12. – 15. September Scorecard | Hove | Sussex | – | Worcestershire |
|                               |      |        |   |                |

| 20. – 23. September Scorecard | Leicester | Middlesex | – | Leicestershire |
|                               |           |           |   |                |

| 20. – 23. September Scorecard | Worcester | Worcestershire | – | Nottinghamshire |
|                               |           |                |   |                 |

| 20. – 23. September Scorecard | Chester-le-Street | Sussex | – | Durham |
|                               |                   |        |   |        |

| 20. – 23. September Scorecard | Cardiff | Glamorgan | – | Derbyshire |
|                               |         |           |   |            |

| 26. – 29. September Scorecard | Worcester | Worcestershire | – | Middlesex |
|                               |           |                |   |           |

| 26. – 29. September Scorecard | Worcester | Glamorgan | – | Sussex |
|                               |           |           |   |        |

| 26. – 29. September Scorecard | Nottingham | Nottinghamshire | – | Durham |
|                               |            |                 |   |        |

| 26. – 29. September Scorecard | Derby | Leicestershire | – | Derbyshire |
|                               |       |                |   |            |